# Gemma Massey
Gemma Massey (Reino Unido; 30 de septiembre de 1984) es una actriz pornográfica y modelo erótica británica.

## Biografía
Nació en septiembre de 1984 en Tamworth, un pueblo y un distrito no metropolitano del condado de Staffordshire (Inglaterra). Massey trabajaba en un supermercado cuando fue descubierta por un fotógrafo que le invitó a realizar una sesión fotográfica con él. Algunos de sus primeros trabajos como modelo fueron en la famosa Página 3 del rotativo The Sun o The Daily Sport.
A partir de 2007, apareció en sitios web como Only Opaque, Only Secretaries, Only Tease o Twistys y posó para las revistas FHM, Penthouse o Cybergirl para Playboy.
En julio de 2009, fue escogida como Treat of the Month del portal Twistys y lanzó su propia página web.
En 2010, a los 26 años de edad, debutó como actriz porno gracias a un contrato con la productora Bluebird Films. Sus primeras películas fueron de contenido solo (o masturbación) y de escenas de temática lésbica. Destacó entre sus primeras películas Gemma Massey's Lady Days, junto a Linsey Dawn McKenzie, Michelle Thorne y Anna Lovato.
En abril de 2011 rodó su primera película heterosexual. Grabó la película A Royal Romp, así como la parodia porno Katwoman XXX, donde interpretaba a una versión femenina del Joker.
En 2012 recibió sendas nominaciones en los Premios AVN y los XBIZ en la categoría de Artista femenina extranjera del año.
Decidió retirarse del mundo del porno en 2012, con algo más de 50 películas como actriz, para dedicarse por completo a su trabajo de modelo erótica.
Otras películas de su filmografía son Anna Lovato's Yes Miss!, Inside Story, Lesbian Car Wash, McKenzie Magic, On My Own Brunette Edition, Passenger 69, Relaxxx o Titney Spheres - The Road To Ruin.

## Premios y nominaciones
| Año  | Ceremonia    | Resultado | Premio                              | Trabajo |
| ---- | ------------ | --------- | ----------------------------------- | ------- |
| 2012 | Premios AVN  | Nominada  | Artista femenina extranjera del año | —       |
| 2012 | Premios XBIZ | Nominada  | Artista femenina extranjera del año | —       |